# Procurator
Procurator era un titlu acordat unor funcționari ai Imperiului Roman. Procurator al unei provincii este denumirea schimbată a prefecților romani ai unei provincii imperiale, începând cu anul 27 e.n. Procuratorii proveneau din ordinul ecvestru și îndeplineau fie funcția de administratori financiari, fie pe cea de guvernatori ai unei provincii de rang secundar.

### Administratori financiari
Un procurator financiar (procurator Augusti) se ocupa de finanțele provinciei. Acesta lucra împreună cu Legatus Augusti pro praetore, dar nu era subordonat acestuia, ci răspundea direct împăratului. Procuratorul și agenții săi îndeplineau următoarele responsabilități :
- colectarea taxelor
- colectarea arendei terenurilor care aparțineau statului
- administrarea minelor
- plătirea militarilor
Motivul pentru pentru această împărțire bicefală a conducerii provinciei era de a evita acumularea unei puteri prea mari în mâna guvernatorului de rang senatorial, micșorându-se posibilitatea apariției unei rebeliuni.

### Guvernatori provinciali
Guvernatorul de rang ecvestru (procurator praesidial) avea comanda unei provincii fără Legiune, în care erau staționate doar unități auxiliare. În acest caz, pe lângă administrarea finanțelor, se mai ocupa și de comanda acestor trupe, precum și de judecarea pricinilor majore.
Prefecți și procuratori romani în Provincia Iudeea:
- Coponius (primul prefect al provinciei; între anii 6-8 e.n.)
- Marcus Ambibulus (prefect, 9-12)
- Annius Rufus (prefect, 12-15)
- Valerius Gratus (prefect, 15-26)
- Pontius Pilatus (Pilat din Pont sau Ponțiu Pilat, prefect, 26-36)
- Marcellus (prefect, 36)
- Marullus (prefect, 37-41)
- Cuspius Fadus (procurator, 44-46)
- Tiberius Iulius Alexander Jr. (procurator, 46-48)
- Ventidius Cumanus (procurator, 48-52)
- Marcus Antonius Felix (procurator, 52-60)
- Porcius Festus (procurator, 60-62)
- Lucceius Albinus (procurator, 62-64)
- Gessius Florus (procurator, 64-66)

Între anii 41-44 Iudeea a fost un stat condus de regele vasal Herodes-Agrippa I. După anul 44 Iudeea redevine provincie romană, guvernată de procuratori.